# 圣救主堂 (里尔)
圣救主堂（Église Saint Sauveur）是一座罗马天主教教堂，位于法国北部-加来海峡大区里尔市中心的圣救主街，建于1898-1902年。

## 历史
此处教堂最早可追溯到14世纪，1896年毁于大火。1898年，在老堂基础上重建新堂。建筑师François-Joseph Delemer，采用折中主义和新拜占庭风格。1902年12月祝圣。

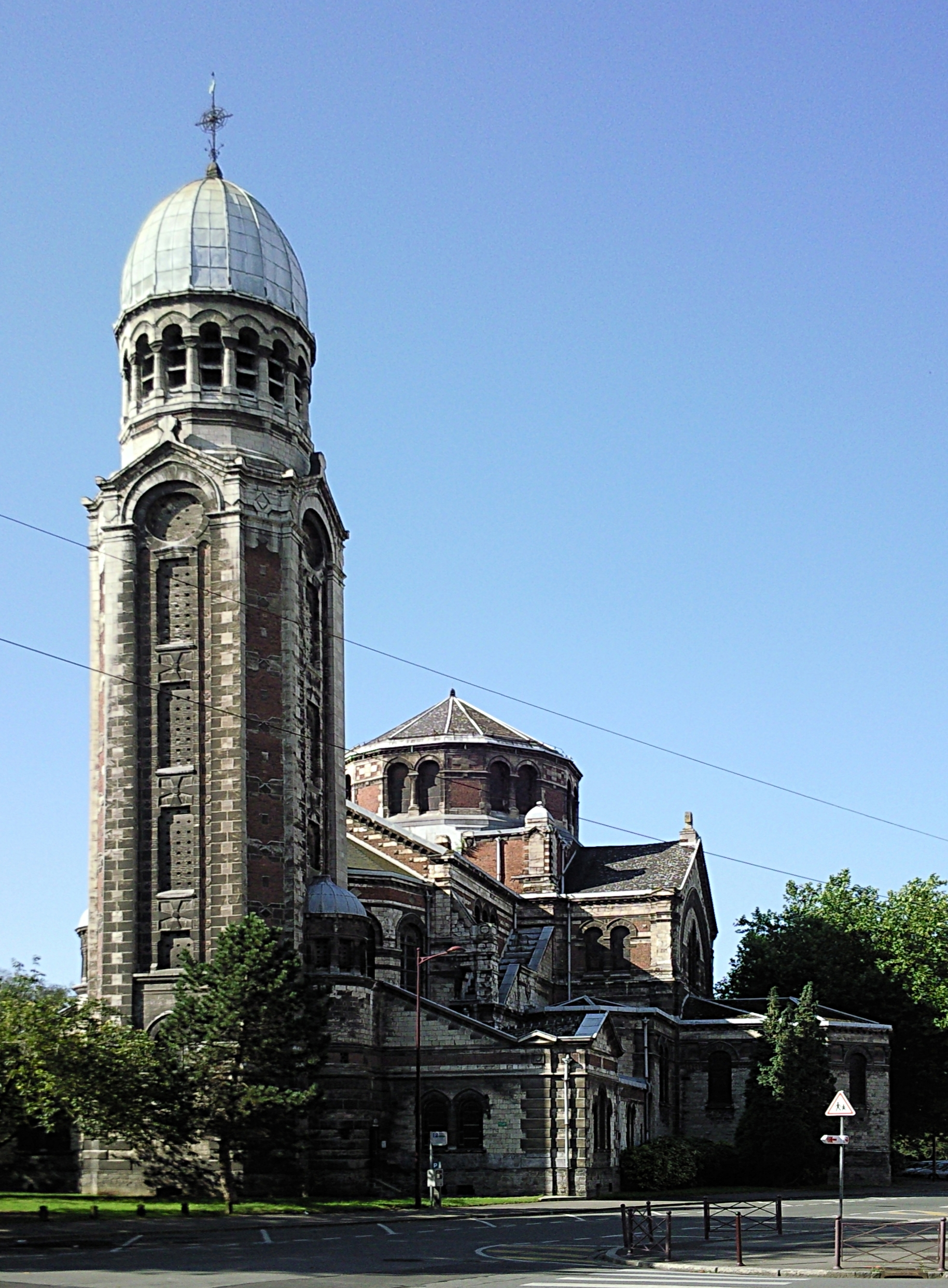

圣救主堂采用拉丁十字平面，用砖，砂岩和石灰岩砌筑。